# M809
 (août 2025).
Si vous disposez d'ouvrages ou d'articles de référence ou si vous connaissez des sites web de qualité traitant du thème abordé ici, merci de compléter l'article en donnant les références utiles à sa vérifiabilité et en les liant à la section « Notes et références ».

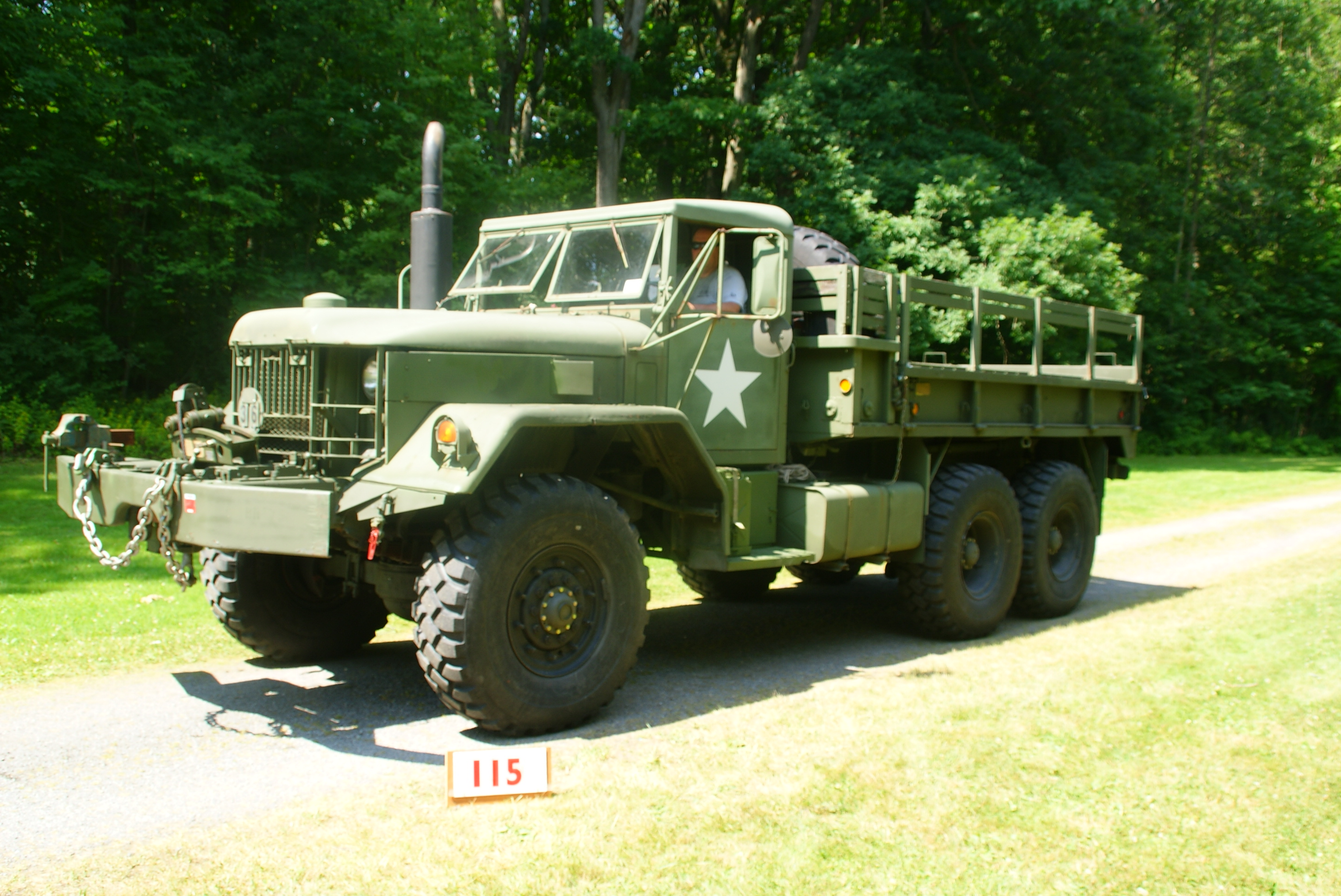
Ancien modèle en exposition

Le M809 est une série de camions tactiques 6x6 construite pour les besoins de Forces armées des États-Unis. La version cargo de base dite « 5 tonnes » a été développée pour transporter 4 500 kg sur tout-terrain et par tout temps, et le double sur route. Construit par AM General, il sera remplacé par le M939, sur lequel il se base.

## Historique
Il a été produit entre 1970 et 1982.

## Dimensions
| Modèle                  | Empattement | Longueur | Largeur | Hauteur | Masse à vide |
| ----------------------- | ----------- | -------- | ------- | ------- | ------------ |
| M813 Cargo long         | Long        | 8,10 m   | 2,49 m  | 2,97 m  | 9 530 kg     |
| M814 Cargo (long)       | Extra long  | 10,03 m  | 2,49 m  | 2,97 m  | 10 680 kg    |
| M815 Renforcé           | Long        | 8,10 m   | 2,49 m  | 2,95 m  | 9 540 kg     |
| M816 Dépanneuse         | Long        | 9,02 m   | 2,49 m  | 2,84 m  | 15 900 kg    |
| M817 Benne              | Court       | 7,43 m   | 2,49 m  | 2,84 m  | 10 775 kg    |
| M818 Tracteur           | Court       | 7,11 m   | 2,49 m  | 2,84 m  | 9 147 kg     |
| M819 Wreck/Trac         | Extra long  | 9,09 m   | 2,49 m  | 3,35 m  | 15 905 kg    |
| M820 Avec élargissement | Extra long  | 9,22 m   | 2,49 m  | 3,51 m  | 12 789 kg    |
| M821 Pont               | Extra long  | 9,70 m   | 2,49 m  | 2,90 m  | 13 100 kg    |

## Utilisateurs
| - Algérie - Argentine - Australie - Brésil - Cambodge - Canada - Chili - Colombie - Égypte - Éthiopie - Géorgie | - Iran - Irak - Israël - Jordanie - Corée du Sud - Koweït - Laos - Liban - Liberia - Maroc - Nouvelle-Zélande | - Pakistan - Philippines - Portugal - Arabie saoudite - Singapour - Thaïlande - Tunisie - Turquie - Yémen - Zaïre |